# Brigada de artilerie „Prut”
Brigada de artileri „Prut” este o unitate militară din cadrul Forțelor Terestre ale Armatei Naționale a Republicii Moldova, dislocată la Ungheni. Divizionul de artilerie „Prut” a depus jurământul de credință Republicii Moldova și poporului său la 20 aprilie 1992. A fost formată din fostele unități sovietice din Ungheni. 